# Влодава
Влодава (пољ. Włodawa) град је у Пољској у Војводству лублинском. По подацима из 2012. године број становника у месту је био 13 719.
.

## Становништво
| 2012.  |
| ------ |
| 13 719 |